# Ansuvimab
Ansuvimab, comercializado bajo la marca Ebanga, es un medicamento utilizado para tratar el ébola debido al ebolavirus Zaire. Se puede utilizar a cualquier edad, incluso durante el embarazo. Se administra mediante inyección en vena.
Los efectos secundarios comunes son fiebre, frecuencia cardíaca acelerada, diarrea, vómitos y presión arterial baja .  Otros efectos secundarios pueden incluir reacciones alérgicas .  Su uso aproximadamente al mismo tiempo que la vacuna viva contra el ébola puede disminuir la eficacia de la vacuna. Es un anticuerpo monoclonal que se adhiere a la glicoproteína del virus del ébola de Zaire . 
El ansuvimab fue aprobado para uso médico en los Estados Unidos en 2020.  Está en la Lista de Medicamentos Esenciales de la Organización Mundial de la Salud.  Originalmente fue elaborado por los Institutos Nacionales de Salud (NIH), quienes otorgaron la licencia a Ridgeback Biotherapeutics para su fabricación. La Autoridad de Investigación y Desarrollo Biomédico Avanzado (BARDA) ha proporcionado casi 11 millones de dólares para un mayor desarrollo. 